# Борек IV
Борек IV (Вуж відмінний, пол. Borek IV, Wąż odmienny) – польський герб з нобілітації, відміна (різновид) герба Вуж.

## Опис герба
Опис з використанням принципів блазонування, запропонованих Альфредом Знамеровськимо:
В блакитному полі срібний вуж, із закрученим хвостом, в короні, що пожирає увінчане хрестом яблуко.
Клейнод невідомий.
Намет блакитний, підбитий сріблом.

## Історія
Герб наданий 1 грудня 1550 року Яну, Адаму і Катерині Боркам, дітям природним Станіслава Борка з Тшцінця, войського і старости сохачевського.

## Гербові роди
Тадеуш Гайль називає дві родини гербові: Борек (Borek), Прек (Prek, Preck).